# Wojna rosyjsko-perska (1804–1813)
Wojna rosyjsko-perska (1804–1813) – wojna terytorialna pomiędzy Persją Kadżarów a Rosją. Terytorium spornym między szachem perskim Fath Ali Szah Kadżar a carem Rosji Aleksandrem I był pas ziemi między wybrzeżem Morza Kaspijskiego a Morza Czarnego (współczesny Azerbejdżan, Gruzja, Armenia). Wojna zakończyła się traktatem z Gulistanu, w którym większość terytorium spornego przypadła Rosji.

## Przed wojną
Władcy perscy mieli zwierzchnictwo nad tymi spornymi terytoriami przez setki lat, lecz ostatni przedstawiciel dynastii Zand Lotf Ali Chan stracił zwierzchnictwo po dwóch przegranych wojnach z Rosją. Lotf Ali Chan został zamordowany, a nowy władca Agha Mohammad Chan Kadżar najechał na stracone terytoria dokonując rzezi (m.in. Tbilisi), chcąc w ten sposób zmusić do ponownego uznania zwierzchnictwa Persji. Szach został jednak szybko zamordowany, co wykorzystała Rosja i dokonała aneksji Gruzji. Rosja prowadziła też rozległą akcję dyplomatyczną, by uzależnić pozostałe państwa od siebie. Te terytoria miały być przyczółkiem do wojny z Turcją. Kiedy Rosja została wplątana w wojny napoleońskie, Szach perski postanowił wykorzystać sytuację i odzyskać kontrolę nad tamtymi ziemiami.

## Stosunki sił
Rosja była zaangażowana w wojnach z Napoleonem, więc Persowie posiadali niezwykłą przewagę liczebną (około 55:12). Rosjanie jedyną nadzieję kładli w nowoczesnej broni oraz w wyszkoleniu. Przed wojną Persowie dokonywali szybkich modernizacji armii za pośrednictwem ekspertów francuskich. W czasie wojny uzyskali też wsparcie od ekspertów brytyjskich. Nie wpłynęło to jednak znacząco na efekt wojny.

## Przebieg wojny
Wojna zaczęła się od ataku Persów na Eczmiadzyn, który to atak został odparty przez Rosjan. Pierwszy atak obrońców też skończył się niepowodzeniem, lecz kolejny już całkowicie odparł Persów. Nowy Szach Abbas Mirza dokonał ostatniego poboru żołnierzy i ogłosił Dżihad przeciwko Rosji. Przewaga technologiczna oraz taktyczna Rosjan okazała się zbyt wielka i w dwóch bitwach (pod Lankaran oraz Aslanduz) rozbili armię perską. W Gulistanie Persja uznała, że większość spornych ziem przypadnie Rosji.

## Zobacz
- Wojna rosyjsko-perska (1826–1828)